# Stenomorphus californicus
Stenomorphus californicus är en skalbaggsart som beskrevs av Ménétriés. Stenomorphus californicus ingår i släktet Stenomorphus och familjen jordlöpare. Inga underarter finns listade i Catalogue of Life.